# Brian Glennie
Brian „Blunt“ Glennie (* 29. August 1946 in Toronto, Ontario; † 7. Februar 2020 in Ottawa, Ontario) war ein kanadischer Eishockeyspieler, der im Verlauf seiner aktiven Karriere zwischen 1964 und 1979 unter anderem 604 Spiele für die Toronto Maple Leafs und Los Angeles Kings in der National Hockey League auf der Position des Verteidigers bestritt. Seinen größten Erfolg feierte Glennie jedoch als Mitglied der kanadischen Nationalmannschaft, mit der er bei den Olympischen Winterspielen 1968 in Grenoble die Bronzemedaille gewann.

## Karriere
Glennie verbrachte seine Juniorenzeit komplett in seiner Geburtsstadt Toronto in der Provinz Ontario, wo er es von den unterklassigen Juniorenteams zur Saison 1964/65 in die Ontario Hockey Association für Junioren wechselte. Dort war er in den folgenden drei Spielzeiten aktiv und führte das Team in seinem letzten Jahr als Mannschaftskapitän zum Gewinn des Doubles aus J. Ross Robertson Cup und Memorial Cup. Dennoch fand der Verteidiger in der Folge keine Anstellung als Profi und spielte die Saison 1967/68 zunächst weiter im Amateurbereich für die Ottawa Nationals, was ihm aber schließlich einen Platz im Aufgebots des kanadischen Eishockeyteams für die Olympischen Winterspiele 1968 im französischen Grenoble bescherte, da dort lediglich Amateure spielberechtigt waren. Nachdem Glennie erstmals bei der Vorbereitung auf das olympische Eishockeyturnier zu Einsätzen im Trikot seines Heimatlandes gekommen war, gehörte er schließlich zum Olympiakader. Im Rahmen des Turniers kam der Abwehrspieler zu sieben Einsätzen, in denen ihm eine Torvorlage gelang. Er gewann mit dem Team schließlich die Bronzemedaille.
Zur Saison 1968/69 wechselte der 22-Jährige schließlich in den Profibereich. Er absolvierte die Spielzeit sowohl bei den Rochester Americans in der American Hockey League als auch den Tulsa Oilers in der Central Hockey League. In Tulsa wurde Glennie von John McLellan trainiert, der zur Saison 1969/70 zum Cheftrainer der Toronto Maple Leafs aus der National Hockey League ernannt wurde. Durch seine Verpflichtung brachte er auch Glennie mit – zurück in seine Geburtsstadt. Der Defensivakteur avancierte dort in den folgenden neun Jahren zu einer festen Größe im Kaders des Traditionsfranchises. Insbesondere den Check mit herausgestelltem Hüftgelenk perfektionierte Glennie im Laufe der Jahre. Während dieser Zeit konnte er jedoch keine sportlichen Erfolge mit den Maple Leafs feiern. Stattdessen kam er im Sommer 1972 zu weiteren Einsätzen im Dress des Team Canada, als er in den Vorbereitungsspielen auf die Summit Series 1972, bei der er selbst zwar zum Kader gehörte, aber ohne Einsatz blieb, eingesetzt wurde.
Glennies Zeit in Toronto endete schließlich nach neun Jahren im Sommer 1978, als er gemeinsam mit Kurt Walker, Scott Garland und einem Zweitrunden-Wahlrecht im NHL Entry Draft 1979 zu den Los Angeles Kings transferiert wurde. Diese gaben im Gegenzug Dave Hutchison und Lorne Stamler nach Toronto ab. In der US-amerikanischen Metropole an der Westküste verbrachte der Kanadier in der Spielzeit 1978/79 seine letzte NHL-Saison, in der er zu lediglich 18 Einsätzen kam. Anschließend beendete Glennie im Alter von 33 Jahren seine aktive Karriere. Im Jahr 2005 wurde er als Teil des kanadischen Teams der Summit Series 1972 in die Hall of Fame des kanadischen Sports aufgenommen. Glennie verstarb im Februar 2020 im Alter von 73 Jahren in der Hauptstadt Ottawa.

## Erfolge und Auszeichnungen
- 1967 J.-Ross-Robertson-Cup-Gewinn mit den Toronto Marlboros
- 1967 Memorial-Cup-Gewinn mit den Toronto Marlboros
- 1968 Bronzemedaille bei den Olympischen Winterspielen
- 2005 Aufnahme in die Hall of Fame des kanadischen Sports (als Spieler des kanadischen Teams der Summit Series 1972)

## Karrierestatistik

### International
Vertrat Kanada bei:
- Olympischen Winterspielen 1968
- Summit Series 1972

(Legende zur Spielerstatistik: Sp oder GP = absolvierte Spiele; T oder G = erzielte Tore; V oder A = erzielte Assists; Pkt oder Pts = erzielte Scorerpunkte; SM oder PIM = erhaltene Strafminuten; +/− = Plus/Minus-Bilanz; PP = erzielte Überzahltore; SH = erzielte Unterzahltore; GW = erzielte Siegtore; 1 Play-downs/Relegation; Kursiv: Statistik nicht vollständig)